# Neila Medeiros
Neila Medeiros (née le 24 septembre 1977 à Brasilia) est une journaliste, publiciste et présentatrice de télévision brésilienne.

## Biographie
Diplômée en journalisme à l'Institut d'Éducation Supérieur de Brasilia, en publicité à l'Universidade Potiguar et en radiodiffusion à l'Union des Radialistes du Rio Grande do Norte, Neila a commencé sa carrière à Natal en tant que productrice dans une agence de publicité. EIle a commencé sa carrière à la télévision en 2001, en travaillant sur TV Ponta Negra, filiale de SBT, dans le Rio Grande do Norte, présentant Jornal do Dia. Elle est ensuite retournée dans sa ville natale pour présenter le programme Carreiras sur TV Justiça, puis est revenue à SBT en tant que présentatrice du Jornal SBT Brasília.
Considérée dans la catégorie de la meilleure présentatrice de télévision à Brasilia, avec le Prêmio Engenho de Comunicação, sa performance à la tête de SBT Brasília l'a rendue plus importante dans le programme journalistique de SBT et, à la mi-2013, elle a été invitée à présenter éventuellement SBT Manhã. Sa bonne performance lui a valu d'être invitée à déménager à São Paulo et à présenter son premier journal national, SBT Notícias. À la fin du programme, elle a présenté les éditions du samedi de SBT Brasil et, en janvier, le Jornal do SBT, consacré au congé de maternité de Karyn Bravo.
Le 6 novembre 2014, Neila Medeiros a commencé à présenter le programme d'information Notícias da Manhã après le départ de César Filho pour RecordTV.
Le 10 avril 2015, la fin du journal télévisé a été annoncée et Neila a repris la présentation éventuelle des autres journaux télévisés de la maison.
Le 24 juin 2015, elle a été licenciée du SBT avec le coordinateur affilié Renato Dilago et l'un des rédacteurs, Marco Nascimento.
Le 25 juin 2015, son licenciement a été annulé et la présentatrice a ensuite vu son contrat renouvelé. Neila est retournée à Brasilia et, en 2016, elle est revenue au commandement du SBT Brasília. Cela a permis d'augmenter l'audience de la chaîne dans la capitale fédérale. Avec Neila aux commandes, l'actualité du midi atteint 9 à 12 points, restant ainsi seule à la deuxième place à l'époque, battant Record et perturbant la première place. L'acceptation de la journaliste par le public est très élevée, tant à Brasilia qu'à São Paulo, où Neila a laissé de nombreux fans et admirateurs de son travail.
Le 16 juin 2021, Neila a quitté SBT en raison d'une reformulation à la station et le 7 mars 2022, elle a convenu avec RecordTV Brasília de présenter le journal local DF no Ar.

## Marijuana médicale
En 2016, le juge du District Fédéral, George Lopes Leite, a accordé un habeas corpus en faveur de la famille de Neila afin qu'elle puisse cultiver du cannabis sativa (plante de marijuana). La fille de Neila souffre du syndrome de Silver-Russell, qui provoque des convulsions quotidiennes et des spasmes douloureux. Chaque ampoule de cannabidiol importée coûte environ 300 dollars. Neila et sa fille Júlia ont participé à Salvo Conduto (2018). Le documentaire raconte l'histoire de cinq familles qui cultivent de la marijuana à des fins médicales.